# توماس نافارو توماس
توماس نافارو توماس (بالإسبانية: Tomás Navarro Tomás)‏ هو لغوي وكاتب إسباني، ولد في 12 أبريل 1884 في لا رودا في إسبانيا، وتوفي في 16 سبتمبر 1979 في نورثهامبتون في الولايات المتحدة.